# Breskens
Breskens – miasto w Holandii, w prowincji Zelandia, przystań nad Morzem Północnym przy ujściu Skaldy, na lewym brzegu odnogi Westerschelde. W 2019 roku miejscowość zamieszkiwało 4650 osób.
Zlokalizowana jest tu najstarsza w Holandii zbudowana z lanego żelaza latarnia morska z 1867 roku, od 1982 roku uznawana za zabytek.
Na przeciwległym brzegu Skaldy znajduje się miasto Vlissingen, z którym utrzymywane jest połączenie promowe (od czasu uruchomienia w roku 2003 nieopodal pobliskiego miasta Terneuzen tunelu drogowego pod dnem Skaldy, prom ten przewozi tylko pieszych i rowerzystów).
Odbywa się w nim największy w Holandii, dwudniowy Festiwal Rybacki: Visserijfeesten.

## Galeria

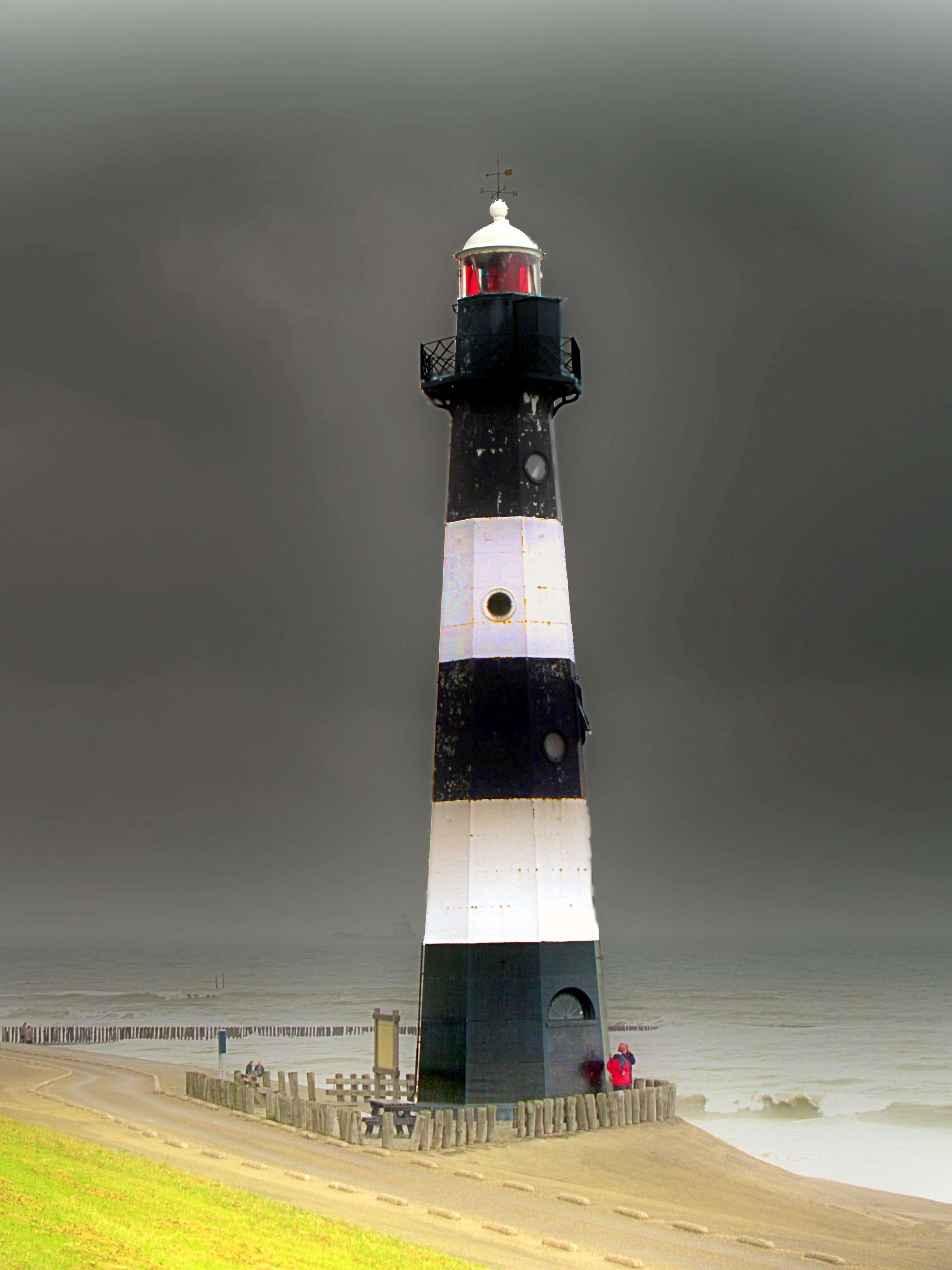
latarnia w Breskens
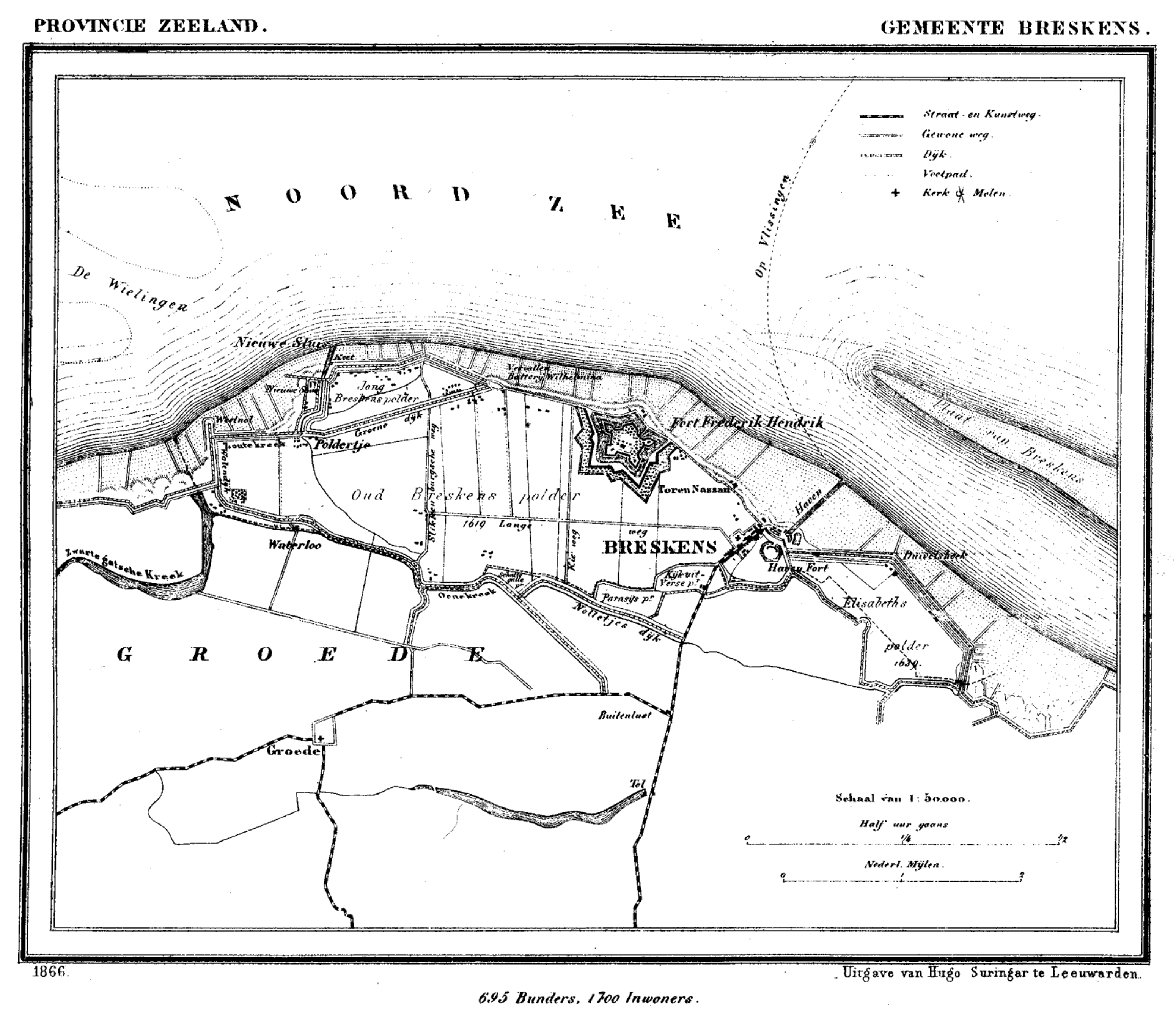
okolice Breskens w 1866 r.; widoczny Fort Fryderyka Henryka, na którego miejscu obecnie znajduje się osiedle domków jednorodzinnych
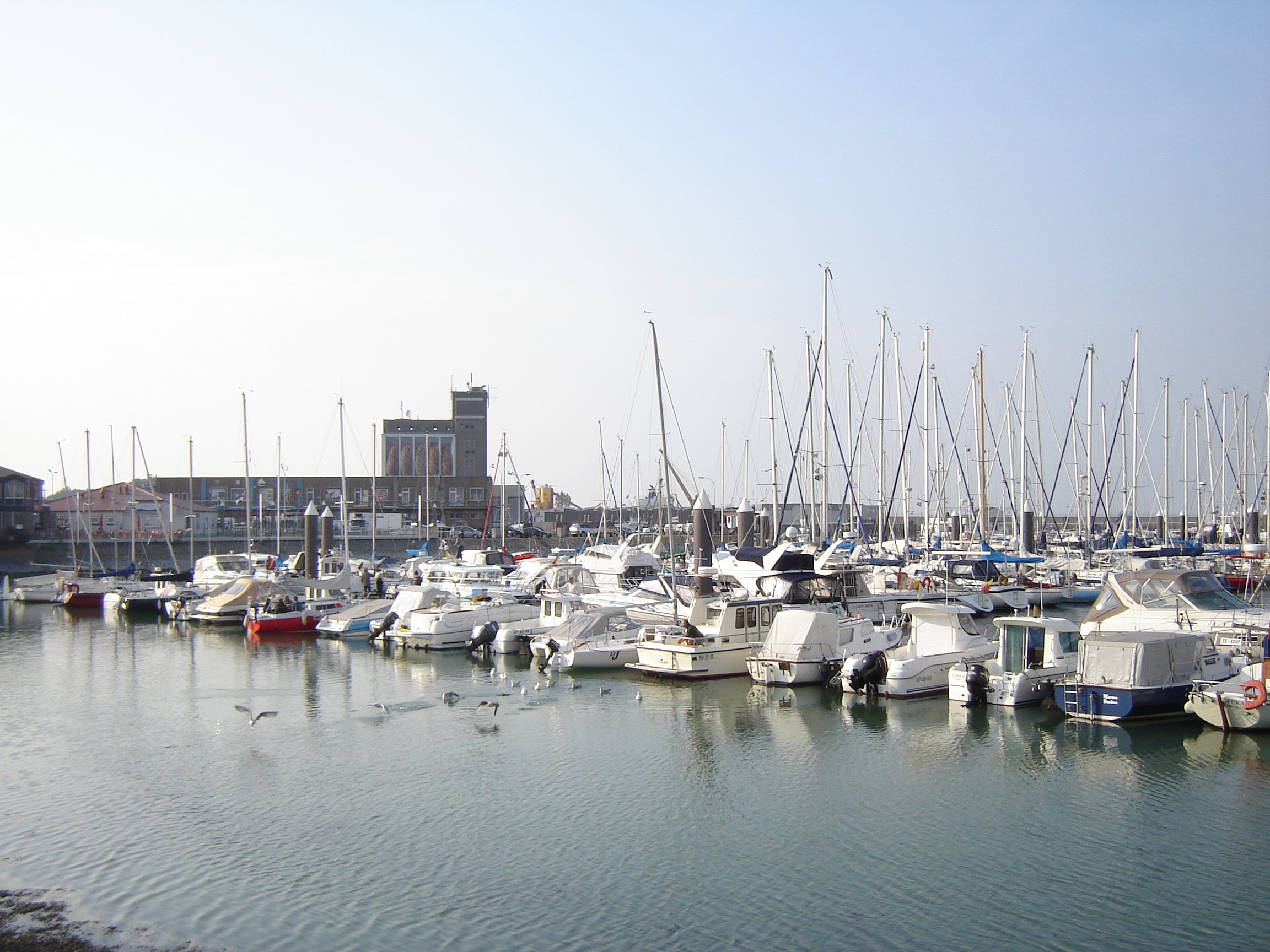
przystań jachtowa Breskens